# Bộ Chính trị Ban Chấp hành Trung ương Đảng Cộng sản toàn Liên bang khóa XIV (1925–1927)
Bộ Chính trị Ban Chấp hành Trung ương Đảng Cộng sản Nga khóa XIV (1925-1927) được bầu tại Hội nghị Trung ương lần thứ nhất của Ban chấp hành Trung ương Đảng Cộng sản Nga (Bolsheviks) khóa XIV được tổ chức ngày 1/1/1926.

## Ủy viên chính thức
| Tên (sinh – mất)               | Bắt đầu   | Kết thúc   | Thời gian       |
| ------------------------------ | --------- | ---------- | --------------- |
| Nikolai Bukharin (1888–1938)   | 1/1/1926  | 19/12/1927 | 1 năm, 352 ngày |
| Kliment Voroshilov (1881–1969) | 1/1/1926  | 19/12/1927 | 1 năm, 352 ngày |
| Grigoriy Zinoviev (1883–1938)  | 1/1/1926  | 23/7/1926  | 203 ngày        |
| Mikhail Kalinin (1875–1946)    | 1/1/1926  | 19/12/1927 | 1 năm, 352 ngày |
| Vyacheslav Molotov (1890–1986) | 1/1/1926  | 19/12/1927 | 1 năm, 352 ngày |
| Alexei Rykov (1881–1938)       | 1/1/1926  | 19/12/1927 | 1 năm, 352 ngày |
| Joseph Stalin (1878–1953)      | 1/1/1926  | 19/12/1927 | 1 năm, 352 ngày |
| Mikhail Tomsky (1880–1936)     | 1/1/1926  | 19/12/1927 | 1 năm, 352 ngày |
| Leon Trotsky (1879–1940)       | 1/1/1926  | 23/10/1926 | 295 ngày        |
| Jānis Rudzutaks (1887–1938)    | 23/7/1926 | 19/12/1927 | 1 năm, 149 ngày |

## Ủy viên dự khuyết
| Tên (sinh – mất)                  | Bắt đầu   | Kết thúc   | Thời gian       |
| --------------------------------- | --------- | ---------- | --------------- |
| Felix Dzerzhinsky (1877–1926)     | 1/1/1926  | 20/7/1926  | 200 ngày        |
| Lev Kamenev (1883–1936)           | 1/1/1926  | 23/10/1926 | 295 ngày        |
| Grigory Petrovsky (1878–1958)     | 1/1/1926  | 19/12/1927 | 1 năm, 352 ngày |
| Jānis Rudzutaks (1887–1938)       | 1/1/1926  | 23/7/1926  | 203 ngày        |
| Nikolai Uglanov (1886–1937)       | 1/1/1926  | 19/12/1927 | 1 năm, 352 ngày |
| Andrey Andreyev (1895–1971)       | 23/7/1926 | 19/12/1927 | 1 năm, 149 ngày |
| Lazar Kaganovich (1893–1991)      | 23/7/1926 | 19/12/1927 | 1 năm, 149 ngày |
| Sergey Kirov (1886–1934)          | 23/7/1926 | 19/12/1927 | 1 năm, 149 ngày |
| Anastas Mikoyan (1895–1978)       | 23/7/1926 | 19/12/1927 | 1 năm, 149 ngày |
| Grigory Ordzhonikidze (1886–1937) | 23/7/1926 | 3/11/1927  | 1 năm, 103 ngày |
| Vlas Chubar (1891–1939)           | 3/11/1927 | 19/12/1927 | 1 năm, 46 ngày  |